# (23383) Schedios
(23383) Schedios (5146 T-2) – planetoida z grupy trojańczyków okrążająca Słońce w ciągu 11,99 lat w średniej odległości 5,24 j.a. Odkryta 25 września 1973 roku.